# Михайлович, Зорана
Зорана Михайлович (серб. Зорана Михајловић; род. 5 мая 1970, Тузла, СФРЮ) — сербская женщина-политик. Действующий вице-премьер и министр горного дела и энергетики.

## Биография
Родилась 5 мая 1970 года в городе Тузла в Социалистической Республике Босния и Герцеговина.
В 2012—2014 годах — министр энергетики, развития и охраны окружающей среды Сербии.
В 2014—2020 годах — министр строительства, транспорта и инфраструктуры. 